# Битва при Маатен-ас-Сарра
Битва при Маатен-ас-Сарра — бойове зіткнення між збройними силами Чаду і Лівії 5 вересня 1987 року в ході так званої Війни «Тойот». Битва відбулася в ході здійсненого чадськими збройними силами несподіваного нападу на лівійську авіабазу Маатен-ас-Сарра з метою усунути загрозу з боку лівійських ВПС під час планованого наступу на Смугу Аузу. Раніше, в серпні того же року, чадські війська вже захоплювали місто Аузу, але після важкого бомбардування були невдовзі звідти вибиті. Рейд на Маатен-ас-Сарра був першим (і останнім) вторгненням чадських сил на територію Лівії протягом всього лівійсько-чадського конфлікту (1978–1987). Напад завершився цілковитим успіхом чадців і відіграв вирішальну роль у встановленні 11 вересня припинення вогню між ворогуючими сторонами, після чого конфлікт був нарешті розв'язаний дипломатичним шляхом.

## Передумови
Починаючи з 1983 року лівійські збройні підтримували на території північного Чаду сили Перехідного уряду національної єдності (Gouvernement d'Union Nationale de Transition, GUNT), які вели боротьбу з центральнім урядом країни, очолюваним Хіссеном Хабре. Завдяки військовому втручанню Франції просування лівійців і сил GUNT було обмежено 16-ю паралеллю (так звана Червона Лінія); країна була фактично розділена навпіл між силами GUNT і Хабре, і така ситуація зберігалася до 1986 року, коли більшість складових фракцій GUNT повстали проти своїх лівійських патронів. Нагодою миттєво скористався Хабре, який в грудні наказав своїм військами атакувати лівійські позиції в північному Чаді. Після розгрому чадськими збройними силами під командуванням Хассана Джамуса лівійських гарнізонів у Фаді, Бір-Корі і Уаді-Дум лівійці були змушені відійти на північ і сконцентруватись довкола своїх баз у Смузі Аузу.
Незважаючи на прохання Франції обмежити масштаби чадського наступу Хабре не зупинився на вигнанні лівійців з півночі країни і переніс бойові дії на територію Смуги Аузу. 8 серпня загони Хабре захопили місто Аузу, однак 28 серпня були звідти вибиті, частково через те, що Франція відмовилася надавати авіаційне прикриття чадським операціям на території Смуги.

## Рейд на Маатен-ас-Сарра
Напередодні лівійського контрнаступу в Аузу Хассан Джамус за наказом Хабре відвів найбоєздатніші загони ветеранів до тилу для відпочинку і перегрупування перед вирішальною операцією за контроль над усією Смугою Аузу. Позаяк головну роль у цій поразці відіграли удари лівійської фронтової авіації, якім чадці у відсутності французького прикриття не мали чого протиставити, Хабре дійшов висновку, що для успіху подальших воєнних дій конче потрібно позбавити лівійців можливості здійсняти оперативні авіаудари. Для досягнення цієї мети Хабре наказав Джамусу з 2000 бійців знищити Маатен-ас-Сарра, основну лівійську авіабазу на півдні країни, за 100 км від лівійсько-чадського кордону. Можливо, що до цього кроку Хабре також підштовхнула заява французького президента Франсуа Міттерана про те, що починаючи з 3 вересня Франція вважає Червону Лінію застарілою, і операції французьких військ у Чаді більше не обмежуються територією на південь від неї.
Приготування чадських військ були сприйняти як підготовка до повторного захоплення Аузу; однак замість цього війська Хабре, отримавши від Сполучених Штатів дані супутникової розвідки, 5 вересня атакували Маатен-ас-Сарра. Ця атака стала цілковитою несподіванкою не тільки для лівійського персоналу авіабази, але і для французького уряду, який поширення бойових дій на лівійську територію вважав абсолютно небажаним. Загони Джамуса таємно підійшли до бази, пересуваючись удовж сухих річищ-ваді, уникаючи викриття; їм вдалося скористатися вадами в лівійській системі охорони і патрулювання, сконцентруватися у безпосередній близькості від авіабази і ударити усіма силами, заставши лівійців зненацька. Частина чадських військ просунулася вглиб лівійської території і атакувала базу з півночі; під час штурму лівійський гарнізон прийняв їх за свої підкріплення і відкрив вогонь запізно.
Незважаючи на 2500 осіб гарнізону, танкову бригаду і міцні укріплення, чадські війська завдяки несподіваності своєї атаки швидко придушили лівійський опір і захопили авіабазу, виявивши професійну некомпетентність лівійських збройних сил. Нападаючі зазнали лише незначних втрат, тоді як лівійський гарнізон був повністю розгромлений: лівійці втратили 1713 осіб вбитими і 300 полоненим, решта розсіялася по довколишній пустелі. Чадці знищили всю бойову техніку і обладнання, яке не могли увезти з собою: 70 танків, 30 бойових машин піхоти, 8 радарних установок, антирадарну установку, зенітно-ракетні комплекси і 26 літаків, серед яких три Міг-23, один Міг-24 і чотири «Міражи», а також привели у повну негідність обидві злітно-посадочні смуги. 6 вересня, рухаючись з вимкненими фарами при світлі місяця, чадські війська повернулися до території Чаду. Уряд країни оголосив, що ця битва «має бути записана золотими буквами у книзі найславніших військових перемог».

## Реакція і наслідки
Першою реакцією Каддафі було звинувачення Франції у цій поразці. Через кілька днів після рейду на Маатен-ас-Сарру два лівійських бомбардувальника Ту-22 здійснили наліт на столицю Чада Нджамену, а два інші — на місто Абеше. Ці акції закінчилися невдачею; один з літаків, що атакували Нджамену, був збитий зенітною ракетою, а другий був змушений повернутися назад, не скинувши бомби. У відповідь на збиття свого літака Лівія засудила напад на Маатен-ас-Сарру як «спільну американо-французьку воєнну акцію», заявивши, що Франція і Сполучені Штати «стоять за агресією проти Лівії».
США не приховували своєї задоволеності лівійською поразкою і висловлювали сподівання, що невдачі Каддафі у війні з Чадом призведуть у Лівії до народного повстання проти нього. Проте Франція ставилася до події значно інакше, висловивши «глибоке розчарування» ескалацією конфлікту. Перемога під Маатен-ас-Саррою була сприйнята французьким керівництвом як початок масштабного чадського вторгнення до Лівії, чого Франція не могла допустити; 11 вересня під тиском з боку Франсуа Міттерана Хабре погодився на припинення вогню з лівійцями, яке Каддафі прийняв, зважаючи на деморалізований стан своєї армії і несприятливі міжнародні обставини. Угода про припинення вогню, попри численні порушення, тривала, і згодом лівійсько-чадський конфлікт було остаточно розв’язано дипломатичним шляхом.